# Preussen (Schiff, 1885)
Das Bereisungsschiff Preussen wurde 1885 von der Maschinenbau-Anstalt und Schiffsbauwerft-Actien-Gesellschaft für die Kaiserliche Rheinstrom-Bauverwaltung gebaut.

## Geschichte

### Bereisungsschiff
Die Preussen war in Koblenz-Ehrenbreitstein, dem Sitz der Rheinbauverwaltung beheimatet. Neben der Funktion als Bereisungsschiff wurde es auch zu Repräsentationszwecken benutzt und es waren viele hochrangige Persönlichkeiten, wie Kaiser Wilhelm II. und Reichspräsident Paul von Hindenburg an Bord. Im Ersten Weltkrieg wurde das Schiff für Verwundetenfahrten am Mittelrhein eingesetzt. Bis 1945 wurde das Schiff wieder als Bereisungsschiff eingesetzt und bei Kriegsende auf Befehl in Wiesbaden-Schierstein selbst versenkt. Als Ersatz wurde 1954 das Bereisungsschiff Mainz in Dienst gestellt.

### Passagierschiff
1947 kaufte der Schleppschiffer Franz Vogel aus Beuel das Wrack und setzte es nach der Bergung wieder instand. Unter dem Namen Bonn fuhr es als Personenschiff am Mittelrhein. 1959 erwarb der Schiffsmakler Erich Albrecht die Bonn und ließ sie auf der Schiffswerft Gebrüder Luwen in Ruhrort zum Motorschiff umbauen. Die gesamte Antriebsanlage und die Schaufelräder wurden ausgebaut und zwei sechs-Zylinder Dieselmotoren mit je 300 PS im Achterschiff eingebaut. Der frühere Maschinenraum wurde zu einer Bar umgebaut und aus dem Kesselraum wurden Vorratsräume. Ab 1960 befuhr das Schiff, jetzt in Europa umgetauft, die gesamte Mittelrheinstrecke. Im Winter wurde das Schiff als Restaurantschiff und als Studentenunterkunft in Bonn genutzt. Aus nicht geklärten Gründen kenterte die Europa im April 1963. Nach der Bergung und Instandsetzung war sie als Kabinenschiff in Köln im Einsatz. 1968 erfolgte die Umbenennung in Olympia und 1970 in Regina. Ende Oktober 1973 sank das Schiff in Köln und wurde nach der Bergung, die erst im Januar 1976 durchgeführt wurde, verschrottet.